# Strømsgodset Idrettsforening 2014
Questa voce raccoglie le informazioni riguardanti lo Strømsgodset Idrettsforening nelle competizioni ufficiali della stagione 2014.

## Stagione
Il club, per la stagione 2014, ha confermato il tecnico norvegese Ronny Deila. Il 6 giugno 2014 Deila ha lasciato lo Strømsgodset per accasarsi al Celtic, club scozzese. Il sostituto è stato individuato in David Nielsen. Il club ha ottenuto la quarta posizione in campionato, frutto di 15 vittorie, 5 pareggi e 10 sconfitte. Il cammino in Coppa di Norvegia ha visto il club superare i primi due turni (rispettivamente contro Drammen e Ørn), per poi uscire dalla competizione in seguito alla sconfitta per 4-2 contro il Tromsdalen. In Champions League, invece, il club non ha superato il secondo turno di qualificazione, uscendo sconfitto dal doppio confronto contro lo Steaua Bucarest.

## Maglie e sponsor
Lo sponsor tecnico per la stagione 2014 è stato Diadora, mentre non vi è stato alcuno sponsor ufficiale. La divisa casalinga era composta da una maglietta di colore blu scuro con inserti bianchi, pantaloncini e calzettoni bianchi. Quella da trasferta, invece, era completamente bianca, con inserti blu scuro.
| Casa | Trasferta |

## Rosa
| N. |                        | Ruolo | Calciatore           |
| -- | ---------------------- | ----- | -------------------- |
| 2  | Norvegia (bandiera)    | D     | Mounir Hamoud        |
| 3  | Stati Uniti (bandiera) | D     | Jeb Brovsky          |
| 3  | Norvegia (bandiera)    | D     | Lars Sætra           |
| 4  | Norvegia (bandiera)    | D     | Kim André Madsen     |
| 5  | Norvegia (bandiera)    | D     | Jørgen Horn          |
| 6  | Norvegia (bandiera)    | C     | Simen Brenne         |
| 7  | Danimarca (bandiera)   | D     | Bassel Jradi         |
| 7  | Norvegia (bandiera)    | A     | Muhamed Keita        |
| 8  | Portogallo (bandiera)  | C     | Francisco Júnior     |
| 9  | Norvegia (bandiera)    | C     | Øyvind Storflor      |
| 10 | Ungheria (bandiera)    | A     | Péter Kovács         |
| 11 | Norvegia (bandiera)    | C     | Martin Ovenstad      |
| 12 | Ghana (bandiera)       | P     | Adam Larsen Kwarasey |
| 13 | Norvegia (bandiera)    | P     | Anders Gundersen     |
| 14 | Norvegia (bandiera)    | C     | Iver Fossum          |
| 15 | Norvegia (bandiera)    | A     | Flamur Kastrati      |
| 16 | Norvegia (bandiera)    | C     | Martin Ødegaard      |
| 17 | Norvegia (bandiera)    | A     | Thomas Lehne Olsen   |

| N. |                                 | Ruolo | Calciatore                     |
| -- | ------------------------------- | ----- | ------------------------------ |
| 18 | Ghana (bandiera)                | C     | Divine Naah                    |
| 19 | Norvegia (bandiera)             | C     | Gustav Wikheim                 |
| 20 | Ghana (bandiera)                | C     | Mohammed Abu                   |
| 21 | Norvegia (bandiera)             | C     | Mathias Berg Gjerstrøm         |
| 22 | Ghana (bandiera)                | D     | Bismark Adjei-Boateng          |
| 23 | Norvegia (bandiera)             | A     | Thomas Sørum                   |
| 25 | Norvegia (bandiera)             | C     | Tokmac Nguen                   |
| 26 | Norvegia (bandiera)             | D     | Lars Christopher Vilsvik       |
| 27 | Norvegia (bandiera)             | D     | Jarl André Storbæk             |
| 28 | Norvegia (bandiera)             | D     | Marius Høibråten               |
| 34 | Bosnia ed Erzegovina (bandiera) | P     | Sead Ramović                   |
| 44 | Macedonia del Nord (bandiera)   | D     | Stefan Aškovski                |
| 51 | Norvegia (bandiera)             | D     | Jørgen Oland                   |
| 58 | Norvegia (bandiera)             | D     | Christopher Lindquist          |
| 60 | Norvegia (bandiera)             | A     | Magnus Bakke Deinboll Moldjord |
| 71 | Norvegia (bandiera)             | D     | Gustav Valsvik                 |
| 75 | Belgio (bandiera)               | A     | Marvin Ogunjimi                |
| 90 | Danimarca (bandiera)            | C     | Patrick Olsen                  |

## Calciomercato

### Sessione invernale(dal 01/01 al 31/03)
| Arrivi | Arrivi           | Arrivi          | Arrivi     |
| R.     | Nome             | da              | Modalità   |
| ------ | ---------------- | --------------- | ---------- |
| P      | Sead Ramović     |                 | svincolato |
| D      | Marius Høibråten |                 | svincolato |
| C      | Mohammed Abu     | Manchester City | definitivo |
| C      | Francisco Júnior | Everton         | prestito   |
| C      | Patrick Olsen    | Inter           | prestito   |

| Partenze | Partenze          | Partenze     | Partenze   |
| R.       | Nome              | a            | Modalità   |
| -------- | ----------------- | ------------ | ---------- |
| P        | Eirik Johannessen | Åssiden      | prestito   |
| P        | Hermann Rhodén    | Drammen      | prestito   |
| P        | Lars Stubhaug     |              | svincolato |
| P        | Borger Thomas     | Stabæk       | prestito   |
| C        | Stefan Johansen   | Celtic       | definitivo |
| C        | Ole Amund Sveen   | Hødd         | definitivo |
| A        | Adama Diomandé    | Dinamo Minsk | definitivo |

### Tra le due sessioni
| Arrivi | Arrivi | Arrivi | Arrivi   |
| R.     | Nome   | da     | Modalità |
| ------ | ------ | ------ | -------- |

| Partenze | Partenze      | Partenze    | Partenze   |
| R.       | Nome          | a           | Modalità   |
| -------- | ------------- | ----------- | ---------- |
| P        | Sead Ramović  |             | svincolato |
| A        | Muhamed Keita | Lech Poznań | definitivo |

### Sessione estiva(dal 15/07 al 15/08)
| Arrivi | Arrivi          | Arrivi          | Arrivi     |
| R.     | Nome            | da              | Modalità   |
| ------ | --------------- | --------------- | ---------- |
| D      | Stefan Aškovski | Partizan        | prestito   |
| D      | Jeb Brovsky     | New York City   | prestito   |
| D      | Bassel Jradi    | Nordsjælland    | definitivo |
| D      | Gustav Valsvik  | Sogndal         | definitivo |
| C      | Divine Naah     | Manchester City | prestito   |
| A      | Marvin Ogunjimi |                 | svincolato |

| Partenze | Partenze           | Partenze        | Partenze      |
| R.       | Nome               | a               | Modalità      |
| -------- | ------------------ | --------------- | ------------- |
| D        | Lars Sætra         |                 | svincolato    |
| C        | Francisco Júnior   | Everton         | fine prestito |
| C        | Tokmac Nguen       | Bærum           | prestito      |
| A        | Thomas Lehne Olsen | Ullensaker/Kisa | prestito      |

## Risultati

### Eliteserien

#### Girone di andata
| Arbitro: | Moen (Haugesund) |

|                                                 |           |                 |
| Wikheim 17’, 69’ Francisco Júnior 35’ Sørum 46’ | Marcatori | 10’, 27’ Asante |

| Stavanger 4 aprile 2014, ore 19:00 2ª giornata | Viking             | 0 – 0 referto | Strømsgodset | Viking Stadion (12.090 spett.)\| Arbitro: \| Hafsås (Trondheim) \| |
| Arbitro:                                       | Hafsås (Trondheim) |               |              |                                                                    |

| Arbitro: | Hansen (Feda) |

|                        |           |  |
| Storflor 77’ Sørum 90’ | Marcatori |  |

| Arbitro: | Døvle (Larvik) |

|          |           |                                     |
| Hopen 9’ | Marcatori | 6’ Høibråten 52’ Wikheim 79’ Kovács |

| Arbitro: | Staberg (Harstad) |

|                      |           |               |
| Kovács 10’ Sætra 20’ | Marcatori | 43’ Samuelsen |

| Arbitro: | Skjerven (Kaupanger) |

|                                           |           |  |
| Kjartansson 44’, 73’ (rig.) Lindkvist 79’ | Marcatori |  |

| Arbitro: | Hagen (Grue) |

|                      |           |  |
| Fossum 8’ Hamoud 24’ | Marcatori |  |

| Arbitro: | Edvartsen (Hamar) |

|                      |           |                 |
| Elyounoussi 28’, 79’ | Marcatori | 66’, 90’ Kovács |

| Arbitro: | Berntsen (Vang) |

|                                                       |           |              |
| Hamoud 25’ Kovács 45’ Vilsvik 88’ (rig.) Ødegaard 90’ | Marcatori | 90’ Kronberg |

| Arbitro: | Johansen (Brevik) |

|                      |           |            |
| Brustad 20’ Boli 67’ | Marcatori | 63’ Kovács |

| Arbitro: | Johnsen (Tønsberg) |

|           |           |                   |
| Sørum 52’ | Marcatori | 57’ Bille Nielsen |

| Arbitro: | Hansen (Feda) |

|                         |           |           |
| Fossum 33’ Ødegaard 69’ | Marcatori | 8’ Stølås |

| Arbitro: | Johnsen (Tønsberg) |

|                                    |           |  |
| Fofana 6’ Knudtzon 35’ Høiland 71’ | Marcatori |  |

| Arbitro: | Kjensli (Oslo) |

|            |           |  |
| Hamoud 76’ | Marcatori |  |

| Arbitro: | Sandmoen (Kjelsås) |

|  |           |            |
|  | Marcatori | 46’ Kovács |

#### Girone di ritorno
| Arbitro: | Moen (Haugesund) |

|  |           |                           |
|  | Marcatori | 14’ Zahid 19’ Kjartansson |

| Arbitro: | Døvle (Larvik) |

|              |           |                                    |
| Furebotn 19’ | Marcatori | 12’ Ødegaard 83’ Wikheim 84’ Sørum |

| Arbitro: | Johansen (Brevik) |

|              |           |               |
| Ogunjimi 11’ | Marcatori | 84’ Söderberg |

| Arbitro: | Døvle (Larvik) |

|           |           |  |
| Shala 79’ | Marcatori |  |

| Arbitro: | Sandmoen (Kjelsås) |

|                      |           |                                     |
| Acosta 4’ Asante 88’ | Marcatori | 23’ Adjei-Boateng 38’, 67’ Ogunjimi |

| Arbitro: | Døvle (Larvik) |

|                          |           |                                 |
| Vilsvik 71’ Ogunjimi 75’ | Marcatori | 15’ Hoseth 29’ Boli 55’ Jalasto |

| Arbitro: | Kjensli (Oslo) |

|                                |           |  |
| Mattila 54’ (rig.), 62’ (rig.) | Marcatori |  |

| Arbitro: | Moen (Haugesund) |

|              |           |                                                  |
| Kastrati 66’ | Marcatori | 18’ Pedersen 25’ Skaanes 47’ Askar 67’ Huseklepp |

| Arbitro: | Sandmoen (Kjelsås) |

|  |           |                                              |
|  | Marcatori | 4’ (rig.), 60’ Sørum 82’ Fossum 86’ Kastrati |

| Arbitro: | Edvartsen (Hamar) |

|                                |           |                 |
| Adjei-Boateng 37’ Storflor 51’ | Marcatori | 41’ Landu Landu |

| Sarpsborg 5 ottobre 2014, ore 15:30 26ª giornata | Sarpsborg 08         | 0 – 0 referto | Strømsgodset | Sarpsborg Stadion (4.080 spett.)\| Arbitro: \| Hobber Nilsen (Oslo) \| |
| Arbitro:                                         | Hobber Nilsen (Oslo) |               |              |                                                                        |

| Arbitro: | Hagen (Grue) |

|                   |           |           |
| Ødegaard 21’, 41’ | Marcatori | 85’ Kippe |

| Arbitro: | Staberg (Harstad) |

|                                        |           |                 |
| Gytkjær 42’ Cvetinović 67’ Bamberg 88’ | Marcatori | 85’, 90’ Kovács |

| Arbitro: | Johansen (Brevik) |

|                   |           |  |
| Storflor 61’, 68’ | Marcatori |  |

| Arbitro: | Hansen (Feda) |

|                                      |           |            |
| Dorsin 38’ Jensen 77’, 86’ Riski 90’ | Marcatori | 13’ Kovács |

### Norgesmesterskapet
| Arbitro: | Loeshagen |

|                 |           |                                                                                 |
| Krantz 32’, 46’ | Marcatori | 14’, 48’, 89’, 90’ Lehne Olsen 22’, 43’ Sørum 64’, 75’, 90’ Kovács 80’ Storflor |

| Arbitro: | Gjermshus |

|             |           |                  |
| Vordahl 42’ | Marcatori | 61’, 113’ Kovács |

| Arbitro: | Hagen (Grue) |

|                                         |           |                               |
| Sletvold 28’ Råde 92’, 116’ Mienna 113’ | Marcatori | 52’ Lehne Olsen 115’ Ovenstad |

### Champions League
| Arbitro: | Gözübüyük |

|  |           |           |
|  | Marcatori | 49’ Iancu |

| Arbitro: | Shemeulevitch |

|                      |           |  |
| Râpă 72’ Stanciu 84’ | Marcatori |  |